# Luís Amoroso Lopes
Luís Amoroso Valgode Lopes OSE (1913–1995), foi um arquitecto português. A sua principal obra foi o restauro e a construção da cúpula do Panteão Nacional, em Lisboa.

## Biografia

### Nascimento

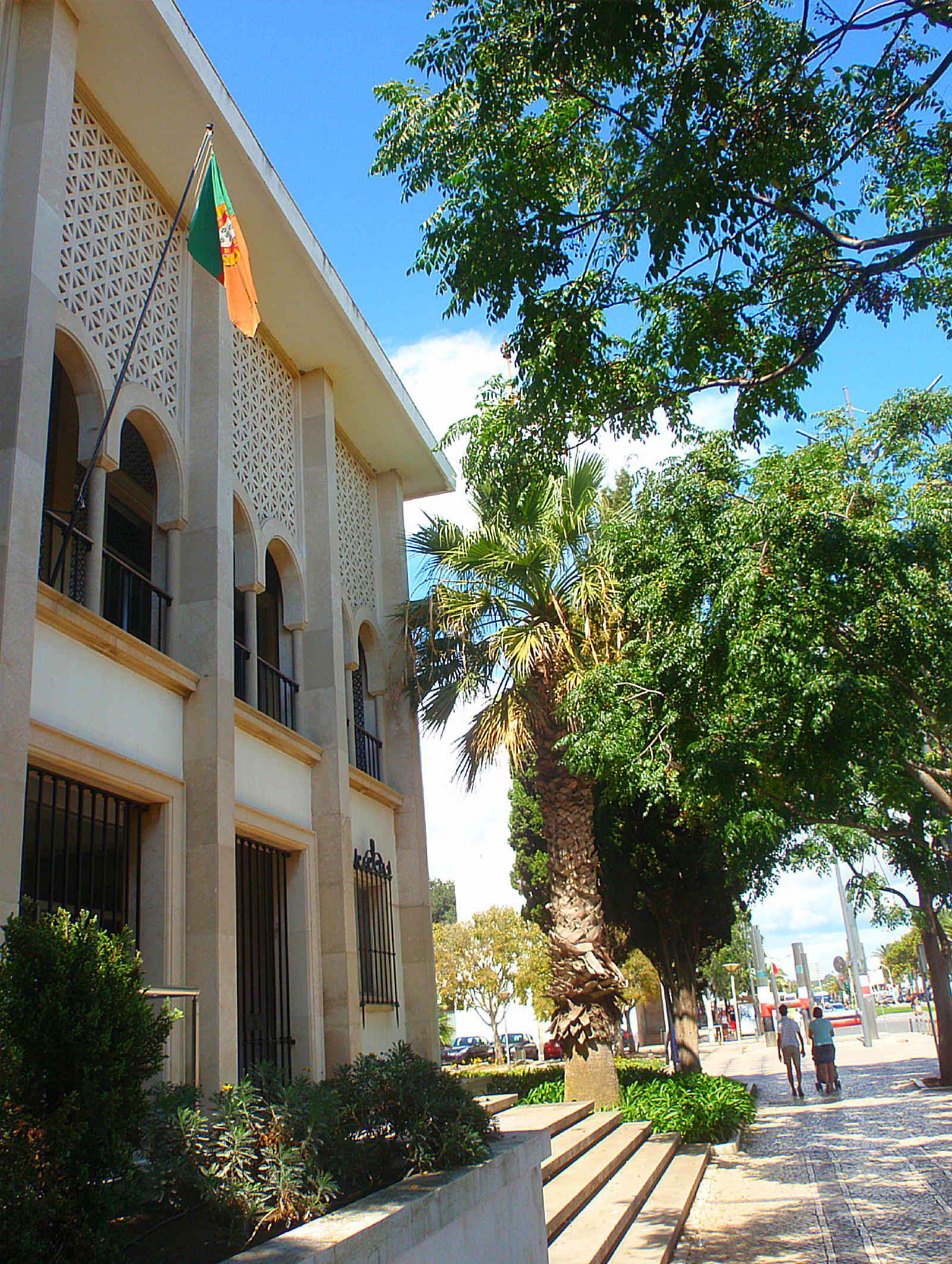
Fachada do Tribunal Judicial de Lagos, em 2014.

Nasceu em 1913.

### Carreira profissional
Trabalhou como arquitecto, tendo sido o principal responsável pelas obras de recuperação do centro histórico de Viseu, cidade onde também planeou a sede da Caixa de Previdência.
Em 1956, foram encomendados estudos a dez arquitectos para a recuperação da estrutura do Panteão Nacional e a instalação da cúpula, tendo sido escolhido o de Luís Amoroso Lopes. As obras terminaram em 1966, com a construção da cúpula.
Também projectou os Tribunais Judiciais de Lagos, concluído em 1968, e Vila Verde, construído em 1970. Trabalhou na Secção de Estudos e Projectos do governo entre 1937 e 1945, tendo sido responsável pelo Bairro de Casas Económicas de Paranhos, no concelho do Porto.

### Falecimento
Luís Amoroso Lopes morreu em 1995.

## Homenagens
Em 26 de Junho de 1967, foi condecorado com o grau de oficial na Ordem Militar de Sant'Iago da Espada.